# أروسيبرينالين
الأروسيبرينالين  (بالإنجليزية: Orciprenaline) المعروف أيضاً باسم ميتابروترينول عبارة عن موسع قصبي يستخدم لمعالجة الربو. وإن الأروسيبرينالين ناهض انتقائي معتدل لمستقبلات بيتا 2 الأدورينالية التي تحفز المستقبلات في العضلات الملساء في الرئتين والرحم والأوعية الدموية المغذية للعضلات الهيكلية، ولايملك تأثير على مستقبلات ألفا الأدرينالية أو يكون تأثيره بحده الأدنى.
إن التأثيرات الدوائية لناهضات بيتا الأدرينالية، مثل orciprenaline، تعزى، على الأقل في جزء منها، إلى تحفيز الأدنيل سيكلاز الخلوي في مستقبلات بيتا الأدرينالية، وهو الأنزيم الذي يحفز تحويل ATP إلى cAMP.
وتترافق زيادة مستويات cAMP مع استرخاء العضلات الملساء القصبية وتثبيط إطلاق وسطاء فرط الحساسية الفورية من العديد من الخلايا، وخاصة من الخلايا البدينة.

## الحرائك الدوائية
لحظة بداية التأثير:
الاستنشاق: في غضون 1 دقيقة. الإرذاذ Nebuliser: الحد الأدنى 5-30 دقيقة. عن طريق الفم: 15 دقيقة.
المدة: حتى 6 ساعة (استنشاق).
الامتصاص: يمتص من الجهاز الهضمي (عن طريق الفم).
الاستقبلاب: كبدي؛ يخضع للمرور الكبدي الأول بشكل كبير.
الإفراز: عن طريق البول (وبشكل أساسي كمستقلب).

## الآثار الجانبية
تسارع القلب، العصبية، زيادة غلوكوز الدم، زيادة مستويات البوتاسيوم، صداع، غثيان، أرق، اقياء، طعم سيء، حرقة فؤاد، تشنجات عضلية، رض، خفقان، دوخة، جفاف الفم، ارتعاش، تعب، سعال، التهاب البلعوم، تعرق غزير، شلل، تشنج قصبي، ارتفاع الضغط، الم صدري، خناق صدري، نعاس، إسهال، تغيرات بالمذاق.
وتصنف كالتالي:
- المحتملة

رعاش، والعصبية، والدوار، والضعف، والصداع، والغثيان، وعدم انتظام دقات القلب.
- الآثار الجانبية النادرة التي يمكن أن تهدد الحياة:

ازدياد الصعوبة في التنفس، وتسرّع معدّل دقات القلب أو تزايدها، عدم انتظام ضربات القلب
ألم في الصدر أو عدم الراحة.

## الاستطباب والجرعة
- فموي

التدبير المزمن لانسداد الطرق الهوائية العكوس: الكبار: على شكل سلفات: 20 ملغ 3 أو 4 مرات يوميا.
- فموي

تباطؤ القلب: الكبار: على شكل سلفات: تصل إلى 240 ميلي غرام يوميا مقسمة على جرعات.
- الاستنشاق

التشنج القصبي الحاد
الكبار: على شكل سلفات: تحرر المنشقة مقاسة الجرعة 750 ميكروغرام لكل استنشاق: 1 أو 2 استنشاق؛ يكرر إذا لزم الأمر.
الأعظمي: تصل إلى 12نشقة في 24 ساعة.
على شكل محلول 5% من المرذاذ اليدوي: 10 نشقات. مع جهاز الإرذاذ على سبيل المثال جهاز التنفس المتقطع إيجابي الضغط (IPPB): 0.2-0.3 مل من محلول 5٪ المخفف إلى 2.5 مل بملح فيزيولوجي، ولا تعطى لأكثر من 4 ساعات.
الأطفال: على شكل سلفات: فوق 1 سنة: 5-10 ملغ ثلاث مرات باليوم؛ 1-3 سنة: 5-10 ملغ 4 مرات يوميا؛ 3-12 سنة: 40-60 ملغ يوميا مقسمة على جرعات.
الأطفال: على شكل سلفات: منشقة مقاسة الجرعة:> 12 سنة: 1 أو 2 نشقة (750 ميكروغرام)؛ يكرر إذا لزم الأمر لكن ليس قبل مرور 3 ساعات.
الجرعة الأعظمية في 24 ساعة: <6 سنة: تصل إلى 4 نشقات؛ 6-12 سنة: تصل إلى 8 نشقات؛> 12 سنة: تصل إلى 12 نشقة.
- بالإرذاذ:

الرضع والأطفال: 0.01-0.02 مل من محلول 5٪؛ جرعة الحد الأدنى: 0.1 مل؛ الجرعة القصوى: 0.3 مل مخففة في 2-3 مل من محلول ملحي كل 4-6 ساعة أو أكثر من ذلك إذا لزم الأمر.
- وريدي:

تباطؤ القلب:
الكبار: على شكل سلفات: 250-500 ميكروغرام عن ظريق التسريب الوريدي البطيء.

## الإيتاء
المحضرات ذات التحرر العادي: يمكن أن تؤخذ مع الطعام أو بدونه. قد تختلف تعليمات الإعطاء بالنسبة للمحضرات معدلة التحرر وذلك وفقاً للأسماء التجارية.

## فرط الجرعة
اعراضها : تسرع القلب، رعاش، ارتفاع الضغط، الإصابة بذبحة صدرية، نوبات اختلاجية، انخفاض بوتاسيوم الدم .
علاجها : انقطاع فوري عن الدواء ومعالجة عرضية وداعمة. قد يلجأ إلى الاستعمال الحذر لحاجبات بيتا في الحالات الشديدة.

## مضادات الاستطباب
اضطراب نظم القلب المترافق مع تسرع القلب.

## تحذيرات وقائية خاصة
الأمراض القلبية الوعائية ( مثل: اضطراب نظم القلب, ارتفاع الضغط، قصور القلب الاحتقاني) , داء السكري, الزرق (ارتفاع الضغط داخل العين), فرط نشاق الدرق، نقص بوتاسيوم الدم، الاضطرابات الاختلاجية، الحمل والإرضاع

## التداخلات الدوائية
يمكن أن تتم مناهضة الفعل الدوائي بواسطة حاجبات بيتا مثل بروبرانولول. يمكن أن يزيد مدة الفعل الموسع للقصبات مع الأوبراتروبيوم الإنشاقي. تزداد الآثار الجانبية مع ال MAO-I, TCAs, مقلدات الودي. قاتلة: يزيد من خطر اضطراب نظم القلب الخبيث مع الهالوثان.

## فئة الحمل
الفئة C: تعني انه اما تم إجراء دراسات على الحيوانات وقد أظهرت حدوث آثار جانبية على الأجنة (مطفرة أو مميتة للجنين أو أي تأثيرات أخرى) وهنالك دراسات غير مضبوطة على النساء أو أن الدراسات على النساء والحيوانات غير متاحة أو متوفرة. ينبغي فقط إعطاء الدواء إذا ما كانت المحاسن أكبر من المساوئ والمضار على الجنين.

## التخزين
الإنشاق: المنشقة مقاسة (معدودة) الجرعة: تخزن في درجة 15-25 درجة مئوية. المرذذة: تخزن تحت ال 25 درجة مئوية. ويجب حمايتها من الضوء. الشكل الفموي: تحفظ في أوعية محكمة الإغلاق مقاومة للضوء بدرجة حرارة 15-30 درجة مئوية.

## المصدر
- http://www.mims.com/India/drug/info/orciprenaline/?type=full&mtype=generic#Actions
- موسوعة العلوم العربية